# Ricardo Nascimento
Ricardo dos Santos Nascimento (Ilhéus, 7 de fevereiro de 1987), é um futebolista brasileiro que atua como zagueiro. Atualmente, joga pelo Mamelodi Sundowns.

## Títulos
Moreirense
- Segunda Liga: 2013–14

Mamelodi Sundowns
- Campeonato Sul Africano 2018-19
- Liga dos Campeões da CAF: 2016